# Bhutan op de Olympische Zomerspelen 1988
Bhutan nam deel aan de Olympische Zomerspelen 1988 in Seoel, Zuid-Korea. Het was de tweede deelname van het land aan de spelen. Net zoals bij hun vorige deelname werden er geen medailles gewonnen.

## Deelnemers en resultaten
(m) = mannen, (v) = vrouwen 

### Boogschieten
| Olympiër                                   | Discipline      | Resultaat | Prestatie                            |
| ------------------------------------------ | --------------- | --------- | ------------------------------------ |
| Thinley Dorji                              | individueel (m) | 73e       | plaatsingsronde: 73e met 1144 punten |
| Jigme Tshering                             | individueel (m) | 80e       | plaatsingsronde: 80e met 1070 punten |
| Pema Tshering                              | individueel (m) | 76e       | plaatsingsronde: 76e met 1124 punten |
| Thinley Dorji Jigme Tshering Pema Tshering | team (m)        | 22e       | plaatsingsronde: 22e met 3338 punten |